# Lanark: A Life In Four Books
Lanark, subtitulada A Life In Four Books (lit. Lanark: Una Vida En Cuatro Libros), es la primera novela del escritor escocés Alasdair Gray. Escrita durante un período de casi treinta años, combina representaciones realistas, surrealistas y distópicas de su ciudad natal de Glasgow.
Su publicación en 1981 llevó a Anthony Burgess a llamar a Gray "el mejor novelista escocés desde Walter Scott" . Lanark ganó el premio inaugural al Libro Del Año De La Sociedad Saltire en 1982, y también fue nombrado Libro Del Año Del Consejo Escocés De Las Artes . El libro, que sigue siendo el más conocido, se ha convertido desde entonces en un clásico de culto. En 2008, The Guardian anunció a Lanark como "uno de los hitos de la ficción del siglo XX" .

## Resumen de la trama
Lanark consta de cuatro libros, ordenados en el orden Tres, Uno, Dos, Cuatro (también hay un Prólogo antes del Libro Uno y un Epílogo cuatro capítulos antes del final del libro). En el Epílogo, el autor explica esto diciendo que "quiero que Lanark se lea en un orden pero que finalmente se piense en otro", y que el epílogo en sí es "demasiado importante" para ir al final .
En el Libro Tres, un joven se despierta solo en un vagón de tren. No recuerda su pasado y elige su nombre de una fotografía extrañamente familiar en la pared. Pronto llega a Unthank, una extraña ciudad parecida a Glasgow en la que no hay luz del día y cuyos habitantes, que desaparecen, sufren extrañas enfermedades, les crecen orificios en las extremidades y el calor corporal se desvanece. Lanark comienza a asociarse con un grupo de veinteañeros con los que no puede identificarse plenamente y cuyas costumbres no puede comprender, y pronto comienza a sufrir piel de dragón, una enfermedad que convierte su piel en escamas como manifestación externa de su represión emocional. Lanark finalmente es tragado por una boca en la tierra y se despierta en el Instituto, una especie de hospital que cura a los pacientes de sus enfermedades pero utiliza a los casos desesperados para obtener energía y comida. Al enterarse de esto, Lanark se horroriza y decide irse.
Los libros uno y dos constituyen un Bildungsroman realista que comienza en el Glasgow de antes de la guerra y cuentan la historia de Duncan Thaw ("basado en mí mismo, era más duro y más honesto"), un niño difícil y precoz nacido de padres frustrados y sin dinero en el Extremo este de Glasgow. El libro sigue la evacuación de Thaw en tiempos de guerra, su educación secundaria y su beca en la Escuela de Arte de Glasgow, donde su incapacidad para entablar relaciones con mujeres y su obsesiva visión artística lo llevaron a descender a la locura y eventualmente a suicidarse ahogándose.
En el Libro Cuatro, Lanark comienza un viaje extraño y onírico de regreso a Unthank, que encuentra al borde de la desintegración total, asolado por conflictos políticos, avaricia, paranoia y crisis económica, todo lo cual no puede evitar. En el transcurso del viaje, en el que se encuentra con su autor, envejece rápidamente. Finalmente se encuentra viejo, sentado en un cementerio en la cima de una colina mientras Unthank se derrumba en un apocalipsis de fuego e inundación y, una vez que se le ha revelado la hora de su muerte, termina el libro esperándola con calma.

## Interpretación
Lanark podría verse como Deshielo en un infierno personal. (Deshielo se ahoga en el mar; Lanark llega a Unthank con las mismas pertenencias, y conchas y arena en los bolsillos). La conexión entre las dos narrativas es ambigua; Gray dijo que "una es una forma muy exagerada de la realidad cotidiana de la otra"  (por ejemplo, el eccema de Thaw se refleja en la enfermedad de la piel de Lanark, 'piel de dragón'). También escribe en la propia novela: "La narrativa de Thaw muestra a un hombre muriendo porque no sabe amar. Está rodeada por la narrativa [de Lanark] que muestra el colapso de la civilización por la misma razón . y (hablado con Lanark ) "Eres Thaw con la imaginación neurótica recortada e integrada en el mobiliario del mundo que ocupas"   También escribe: "Las tramas de las secciones Thaw y Lanark son independientes entre sí y están cimentadas por inventos tipográficos más que por necesidades formales. Una posible explicación es que el autor piensa que un libro pesado causará mayor revuelo que dos ligeros"   También escribe: "Las tramas de las secciones Thaw y Lanark son independientes entre sí y están cimentadas por inventos tipográficos más que por necesidades formales. Una posible explicación es que el autor cree que un libro pesado causará mayor revuelo que dos ligeros".
Una de las partes más característicamente posmodernas del libro es el Epílogo, en el que Lanark se encuentra con el autor bajo la apariencia del personaje "Nastler". Hace las dos primeras observaciones sobre el libro citado anteriormente y se anticipa a las críticas a la obra y al Epílogo en particular, diciendo: "Los críticos me acusarán de autocomplacencia, pero no me importa". Un índice de plagios está impreso en los márgenes de la discusión. Por ejemplo, Gray describe gran parte de Lanark como un 'Difplag' (plagio difuso) extendido de Los Niños Del Agua de Charles Kingsley. Algunos de los supuestos plagios se refieren a capítulos inexistentes del libro.
Las partes del libro Unthank pueden considerarse parte de la tradición de "comentarios sociales" de la ciencia ficción, y Lanark ha sido comparado a menudo con 1984 de George Orwell .
Gray añadió un apéndice a la edición de 2001 de la novela, en el que incluyó una breve biografía y explicó algunas de las influencias e inspiraciones de la novela. Citó a Kafka como una gran influencia en la atmósfera de la novela. También se refirió a sus propias experiencias en la industria de los medios que, según afirma, se reflejan en los numerosos encuentros de Lanark en edificios laberínticos con personas que hablan en jerga. Describe el Instituto como una combinación de la concepción del Infierno de Wyndham Lewis en Malign Fiesta junto con tres estructuras de la vida real: el Metro de Londres, el Hospital Stobhill en Glasgow y el Centro de Televisión de la BBC en Londres. Una inspiración más inmediatamente evidente se puede ver en los episodios de la catedral y la necrópolis de Unthank, cuya proximidad a una maraña urbana de carreteras se refleja en la zona real de Townhead de Glasgow . La catedral de Glasgow está a unos metros de la Necrópolis al este y de la autopista M8 (y de la carretera de circunvalación interior inacabada) al norte y al oeste. Gray dijo que la Catedral de Glasgow fue el único lugar que visitó intencionalmente para tomar notas durante la escritura de la novela; todos los demás lugares sobre los que escribió de memoria.

## Génesis
Gray comenzó a escribir la novela cuando era estudiante en 1954. El primer libro fue escrito en 1963, pero no logró publicarlo. La obra completa fue terminada en 1976 y publicada en 1981 por la editorial escocesa Canongate Press. La novela fue un éxito de crítica inmediato .

## Adaptaciones
La Tag Theatre Company de Glasgow presentó una adaptación de Lanark de Alastair Cording en el Assembly Hall de Edimburgo durante el Festival Internacional de Edimburgo en agosto de 1995 . Una adaptación titulada Lanark: A Life In Three Acts , escrita por David Greig y dirigida de Graham Eatough, fue producido y presentado en el Festival Internacional de Edimburgo en 2015.

## Reseñas
Craig, Cairns (1981), Going Down To Hell Is Easy, reseña de Lanark de Alasdair Gray, en Murray, Glen (ed.), Cencrastus No. 6, otoño de 1981, págs. 19-21.